# 小行星6197
小行星6197（英語：6197 Taracho）是一颗围绕太阳公转的小行星。1992年1月10日，伊野田繁、浦田武在烏山町发现了此天体。
这颗小行星的绝对星等为214.2672680488859等。